# Rosmolen Verzijl (Venlo)
De Rosmolen van Verzijl was een rosmolen in de binnenstad van de Nederlandse plaats Venlo die als moutmolen werd gebruikt.
Hoewel de molendatabase geen exact bouwjaar noemt, is het aannemelijk om het bouwjaar rond 1826 te schatten. Volgens mondelinge overlevering zou de molen namelijk al in de jaren dertig van de 19e eeuw hebben bestaan.
De molen lag aan de Kerkstraat (bij de Martinuskerk) en was het eigendom van Franciscus Donatus Verzijl, een van de zonen van Jan Christiaan Verzijl die de eigenaar was van de Italiëmolen aan de andere kant van de binnenstad.
De molen werd gebruikt om gebrande of geëste gerst te malen, wat werd gebruikt als grondstof om bier te brouwen. In 1843 telde Venlo acht bierbrouwerijen en in totaal drie moutmolens, waarvan deze er een was.
De molen hield voor 1900 op te bestaan. De toedracht is vooralsnog onbekend.